# 全國民主運動 (牙買加)
全國民主運動（National Democratic Movement）是牙買加的一個政黨。
由彼得·湯森（Peter Townsend）領導。

## 概述
全國民主運動成立於1995年10月29日，總部設立於牙買加首都京斯敦，全國民主運動的意識形態是保守主義、地方分權以及改良主義。全國民主運動的政治立場是中間偏右。

在2011年12月29日所舉行的2011年牙買加大選中，全國民主運動獲得265票，但沒有在牙買加國會中獲得任何席位。